# ヴェーゼンドンク歌曲集
『ヴェーゼンドンク歌曲集』（ドイツ語: Wesendonck Lieder）は、リヒャルト・ワーグナーが作曲した連作歌曲。楽劇『トリスタンとイゾルデ』を予告する作品として重要である。

## 概要
当時のパトロンオットー・ヴェーゼンドンク（1815年 - 1896年）夫人、マティルデ・ヴェーゼンドンクの詩に曲付けされている。オットーの庇護下にある中で、ワーグナーとマティルデは情事を重ねており、それが結果的に『トリスタン』の濃密なロマンティシズムに寄与した、と伝えられている。マティルデの詩は、ヴィルヘルム・ミュラー（シューベルトのお気に入りの詩人）に影響された、思い焦がれたような受苦的な文体にのっとっている。
次の5曲から構成されている。
1. 天使 Der Engel
2. とまれ Stehe still!
3. 温室にて Im Treibhaus
4. 悩み（心痛） Schmerzen
5. 夢 Träume

最後に完成された2曲は、後に『トリスタン』に使われることになった楽想がいくつか登場する。「夢」は『トリスタン』第2幕の二重唱に、「温室にて」は『トリスタン』第3幕の前奏曲に含まれている。この2曲には、「トリスタンとイゾルデのための習作（Studie zu Tristan und Isolde）」という副題が付いている。

## 編成
当初、ワーグナーは女声とピアノのために本作品を作曲したが、この後『夢』のみ管弦楽伴奏版を作成し、マティルデの誕生日である1857年12月23日に、室内オーケストラによって、窓越しに聞こえるように演奏された。
曲集全体の公開初演は、1862年7月30日にマインツ近郊にて、「女声のための5つの歌曲」と題されて行われた。
『夢』を除く残りの4曲は、後にワーグナー指揮者として名を馳せたフェリックス・モットルにより管弦楽化され、現在全曲を演奏する際はこの版が使用されている。また、1976年にハンス・ヴェルナー・ヘンツェも、全曲を室内オーケストラ伴奏用に新しく編曲したが、全曲を通じ、オリジナルより短3度低く移調されている。
メゾ・ソプラノの藤村実穂子 は、N響 1971回定期公演Aプログラム（2022年12月3・4日、NHKホール、N響首席指揮者ファビオ・ルイージ指揮）においてこの曲を歌ったが、NHK　Eテレ2023年 2月5日21：00-のクラシック音楽館で放映された際、藤村自身による邦訳がテロップで映し出された。